# Initiative populaire « Pour des impôts équitables. Stop aux abus de la concurrence fiscale »
L'initiative populaire fédérale « Pour des impôts équitables. Stop aux abus de la concurrence fiscale », également appelée « initiative pour des impôts équitables », est une initiative populaire suisse, refusée par le peuple et les cantons le 28 novembre 2010.

## Contenu
Cette initiative vise à modifier l'article 129 de la Constitution fédérale pour fixer un plancher minimum de 22 % pour l'imposition cantonale des personnes physiques dont le revenu imposable dépasse 250 000 francs.

## Déroulement

### Contexte historique
Depuis l'institution de l'État fédéral de 1848, il appartient aux cantons de fixer leur propre taux d'imposition. Cette situation provoque une situation de concurrence fiscale entre les cantons qui se traduit à la fois par une recherche d'une meilleure efficacité de fonctionnement, mais également, dans certains cas, par des phénomènes de dumping, en particulier dans les petits cantons de Suisse centrale ; c'est en particulier le cas dans le canton d'Obwald qui introduit, au début des années 2000, un barème dégressif pour les revenus très élevés.
En réaction à cette concurrence jugée néfaste car « port[ant] atteinte à la cohésion nationale et ne profit[ant] qu'à une minorité », le Parti socialiste lance cette initiative pour fixer un taux d'imposition minimal de 22 % pour les personnes physiques dont le revenu imposable dépasse 250 000 francs et de 5 ‰ pour les grandes fortunes.

### Récolte des signatures et dépôt de l'initiative
La récolte des 100 000 signatures nécessaires par le Parti socialiste s'est déroulée entre le 22 novembre 2006 et le 6 mai 2008. Le même jour, elle a été déposée à la chancellerie fédérale qui l'a déclarée valide le 27 mai de la même année.

### Discussions et recommandations des autorités
Le parlement et par le Conseil fédéral ont recommandé le rejet de cette initiative. Dans son message aux Chambres fédérales, le gouvernement précise que, selon lui « cette initiative met en danger la souveraineté des cantons en matière d'imposition et entrave la concurrence fiscale » ; il la jugé également négative pour l'ensemble du pays « en affaiblissant l'attrait fiscal de la place économique suisse ».
Les recommandations de vote des partis politiques sont les suivantes : 
| Parti politique              | Recommandation |
| ---------------------------- | -------------- |
| Lega dei Ticinesi            | non            |
| Parti bourgeois-démocratique | non            |
| Parti chrétien-social        | oui            |
| Parti démocrate-chrétien     | non            |
| Parti évangélique            | oui            |
| Parti socialiste             | oui            |
| Vert'libéraux                | non            |
| Les Libéraux-Radicaux        | non            |
| Union démocratique du centre | non            |
| Les Verts                    | oui            |

### Votation
Soumise à la votation le 28 novembre 2010, l'initiative est refusée par 17 5/2 cantons et par 58,5 % des suffrages exprimés. Le tableau ci-dessous détaille les résultats par cantons :